# Giovanni Spinola
Giovanni Spinola (Gravedona, 1935. július 31. – Gravedona, 2020. október 19.) olimpiai ezüst-, Európa-bajnoki bronzérmes olasz evezős, kormányos.

## Pályafutása
A Canottieri Falck csapatában versenyzett. Az 1964-es tokiói olimpián ezüstérmet szerzett kormányos négyesben Renato Bosattával, Emilio Trivinivel, Giuseppe Galantéval és Franco De Pedrinával. Ugyanebben az évben az amszterdami Európa-bajnokságon bronzérmet szerzett ugyanebben a versenyszámban.

## Sikerei, díjai
- Olimpiai játékok – kormányos négyes
  - ezüstérmes: 1964, Tokió
- Európa-bajnokság – kormányos négyes
  - bronzérmes: 1964